# Реваншизам
Реваншизам представља жељу државе, партије или друштвене групе за осветом, ревидирањем резултата војних и политичких пораза који су им нанесени. Међутим, за разлику од неутралног израза „освета“, концепт „реваншизма“ носи изразито негативну конотацију и обично се не примењује се ни на читаву губитничку страну, већ само на покретаче неправедне и ничим изазване агресије.
Реч је први пут почела да се користи у Француској 1870-их и односила се на њену жељу да поврати земље Алзас-Лорену, које су уступљене Немачкој 1871. након француско-пруског рата.
Реваншизам почиње потцењивањем и завршава се потпуним порицањем кривице за сопствене агресивне поступке. У међународним односима могу уследити даљи позиви на припрему новог рата под изговором освете за претрпљени пораз како би се повратиле позиције изгубљене током рата. Ови захтеви могу укључивати повратак изгубљених територија, политички положај и утицај, предратни систем међудржавних односа и сл.
У недостатку спутавајућих фактора, обична жеља за осветом од речи, парола и позива често се претвара у идеологију и постаје један од темеља државне политике (као што се, на пример, десило у Немачкој после Првог светског рата – НСДАП.

## Примери

### Арапски реваншизам
Арапски реваншизам се јавља у арапским државама на Блиском истоку, које су током арапско-израелског сукоба покренуле рат против државе Израел, али као резултат тога претрпеле војне и политичке поразе.

### Мађарски реваншизам
1920. године, према Тријанонском уговору, Мађарска је, као поражени покретач Првог светског рата, кажњена од земаља победница оштрим мировним условима. Мађарска је била најосетљивија на нове границе наметнуте Тријанонским уговором и губитак 2/3 својих предратних територија, ограничења наоружања и обавезе плаћања репарација. Истовремено, мађарски реваншизам је био усмерен не само против законских обавеза из Тријанонског мира, већ и против стварног стања створеног у Карпатско-дунавском басену после Првог светског рата. Тако се Будимпешта залагала за спровођење права националних мањина на одвојеним територијама (Трансилванија, Словачка, Подкарпатска Рутенија, Војводина), која су била загарантована Тријанонским миром. Поред тога, Хортијев режим је тражио право да врати избеглице у Румунију, Чехословачку и Југославију, које су раније живеле у Трансилванији, Словачкој, Подкарпатској Рутенији и Војводини.
У јеку реваншизма 1938. године, Хортијева Мађарска је успела да, на основу Бечке арбитраже одлуком нацистичке Немачке и фашистичке Италије, врати значајан део ових земаља – јужне области Словачке, југозападне области Подкарпатске Русије и Закарпатска Украјина је отргнута од Чехословачке, а од Румуније до Мађарске Северна Трансилванија.
Током Другог светског рата, Мађарска се придружила Силама осовине која је преузела Југославију. Током интервенције, Мађарска је заузела север Војводине са градом Новим Садом.
Немачка је 19. марта 1944. покренула операцију Маргарета. Вермахт је окупирао Мађарску. А 15. октобра исте године, СС одред је пренео власт на Ференца Саласија.
После Другог светског рата, све ове одлуке су поништене, и Мађарска сада поново постоји у границама дефинисаним Тријанонским уговором, повремено полажући претензије на изгубљене територије. Према једном од истраживања из 2020. године, око две трећине мађарских испитаника инсистира на припајању територија изгубљених након потписивања Тријанонског споразума.

### Немачки реваншизам
Идеја реваншизма је била доминантна у Немачкој након њеног пораза, територијалних губитака и демилитаризације Рајнске области у Првом светском рату, током Вајмарске републике. Као покретачка идеја која би могла да објасни зашто су Немци изгубили 10% своје територије према Версајском мировном споразуму и морали су да трпе тешкоће, изнета је парола: „Оно што је било немачко, мора поново постати немачко“, која је стекла широку популарност. Реваншистичка осећања постала су један од главних разлога широке подршке немачког народа Адолфу Хитлеру са његовим идејама територијалне и политичке експанзије, што је на крају довело до новог пораза и новог налета реваншизма.
После Другог светског рата у Совјетском Савезу, реч „реваншизам“ се најчешће односила на жељу одређених кругова у Западној Немачкој да врате немачке територије које су одлуком Потсдама пренете Пољској, СССР-у и Чехословачкој. Конференција после пораза нацистичке Немачке.
У Немачкој је деловало неколико десетина реваншистичких организација, од којих је највећа
- „Унија прогнаних“ (од 1957), „Унија немачких војника“, „Савез повратника“, „Савез бивших војних снага СС“ , „Челични шлем“ итд. Границу Одер-Нејсе Немачка је признала тек 1970. године – и тада тек као стварно постојеће; и признат је као коначан и не подлеже ревизији тек 1990. године.
Већ у уједињеној Немачкој, организације „Немачки народни савез“, „Акција Немачки Коенигсберг“, „Акција помоћи Источној Пруској“, „Немачко-руски заједнички циљ – Савез за подршку северно- Источна Пруска“ (скраћено „Пруска афера“), „Акција Источна Пруска“, „Комонвелт немачког истока“ траже начине да врате Калињинградску област – некадашњу Источну Пруску. У Немачкој је 2000. године основано повереничко друштво „Прусиан Труст Проперти“, покушавајући да пронађе начине да врати изгубљену имовину Немцима у Шлезији, односно на територији која је после Другог светског рата припала Пољској. Међутим, у савременој Немачкој десничарске странке не разговарају активно о питању повратка Источне Пруске, јер страхују од озбиљног погоршања односа са Руском Федерацијом.
Савезна држава Баварска наставља са претензијама према Чешкој у вези са исељењем Немаца из Судета. Е. Бенеш (тадашњи председник Чехословачке), након одлуке Потсдамске конференције о исељавању Немаца из Шлеске и југоисточне Европе 1945. године, одобрио је протеривање 3 милиона Судетских Немаца и конфискацију њихове имовине. Баварска, која је дала уточиште присилним емигрантима, тражила је да укидање ових уредби постане услов за пријем Чешке у Европску унију. Чешки парламент је посебном нотом потврдио да су декрети издати после Другог светског рата „неоспорни, недодирљиви и непроменљиви“. Међутим, упркос одредбама Лисабонског уговора, заједница Судета Немаца и даље отворено проглашава да је Судетска област од 1919. године „окупирана“ од стране Чехословачке, да никада није правно припадала овој земљи, те да су протерани Немци подједнако жртве хуманитарне катастрофе. као народи који су постали жртве фашистичке окупације.

### Италијански реваншизам
После Првог светског рата Италија се нашла на страни земаља победница. Међутим, земља никада није добила обећане територије које су јој додељене Лондонским уговором. Огорчење италијанске јавности због прекршених обећања описано је као осакаћена победа, а економски пад довео је до масовног штрајка радника.
Присталице бившег диктатора Бенита Мусолинија у Италији су већ 1946. године створиле профашистичку реваншистичку организацију „Италијански друштвени покрет“ (од 1972. – „Италијански друштвени покрет – национални закон“), залажући се за обнову јаке извршне власти и агресивна владина интервенција у друштвеној сфери. Партија је распуштена 1995. године, али је поново рођена исте године.
Шеф десничарске Националне алијансе Ђани Алеман је у прошлости више пута хапшен од стране полиције и служио је затворску казну због неофашистичких активности и отвореног позивања на „историјско наслеђе“ фашистичке Италије. То га није спречило да постане један од најактивнијих партнера у италијанској владиној коалицији коју предводи Силвио Берлускони. Током избора, Национална алијанса активно сарађује са још једном реваншистичком италијанском омладинском партијом, Десним снагама, коју предводи бивши министар здравља Италије Франческо Сторасе.

### Руски реваншизам
Распрострањена је теорија да је распад СССР-а и совјетског комунизма постао геополитичка и економска катастрофа за Русију као правног наследника СССР-а, као и трагедију за руско становништво у свим бившим совјетским републикама, које нису могле да вратили у историјску домовину и почели да буду дискриминисани. Руски председник Владимир Путин је 2005. године рекао да је распад СССР-а највећа геополитичка катастрофа 20. века. Ова Путинова изјава критикована је у Сједињеним Државама и европским земљама, као и појединим руским историчарима, истичући да је распад СССР-а био позитиван догађај у историји, будући да је после краја совјетске ере тоталитарна идеологија социјализма пропала. а све бивше совјетске републике су добиле слободу. Реваншизам се овде односи и на идеју враћања бивших совјетских република у састав руске државе и на идеју уједињења Руса у јединствену националну државу са радикалном ревизијом политичког, економског, друштвеног и културног система. У спољној политици, то је довело до конфронтације са Западом и оружаних сукоба са суседним државама. Такође и неки руски националист сматрају Аљаску руском територијом која мора бити враћена.

### Фински реваншизам
Дискусија у финском друштву (углавном незванична) о повратку територија које је Финска изгубила као резултат Совјетско-финског рата 1939-1940 и Совјетско-финског рата 1941-1944, према већини историчара и политичара, не може се окарактерисан као фински реваншизам, пошто је СССР био агресор 1939, а позиција Финске у наредни совјетско-фински рат 1941-1944 био је директан одговор на ову агресију.

### Јапански реваншизам
Године 1948. јапански милитаризам је осуђен, његови организатори су осуђени пресудом Међународног војног суда за Далеки исток. Јапан је признат као агресор и, у складу са међународним правом, кажњен, укључујући одузимање одређеног броја територија и права на оружане снаге.
Међутим, током Корејског и Вијетнамског рата геополитичка ситуација се променила. Јапан је добио америчко покровитељство у знак захвалности за логистичку подршку америчке војске, пошто су Сједињене Државе и даље имале велико војно присуство у Јапану под командом генерала Дагласа Макартура.
Јапан је 1954. године створио Снаге за самоодбрану, истовремено уводећи сопствену идеологију реваншизма у јавну свест земље. Пропаганда је почела да захтева повратак „северних територија“ – архипелага Хабомаи и јужних Курилских острва – Кунашира, Итурупа и Шикотана. Због ових захтева још није потписан мировни споразум између Јапана и Русије.
Године 1968. у јапанском парламенту су створени посебни комитети за питања Окинаве и северних територија и уведен је положај министра за питања северних територија. Јапанска влада је 1969. године основала владино Удружење северних територија како би пронашла начине да их врати. Национална канцеларија за мапирање укључила је групу острва Хабомаи (укључујући Шикотан, Кунашир и Итуруп) у прорачун укупне површине Јапана и почела да издаје одговарајуће мапе. Године 1983. у Јапану је ступио на снагу закон који даје право сваком Јапанцу да прогласи Кунашир, Шикотан, Итуруп својим сталним пребивалиштем и званично га региструје, без обзира да ли су он или његова породица икада тамо живели.
Поред потраживања према Русији, Јапан захтева повратак острва Лианкур, које контролише Јужна Кореја.

### Шведски реваншизам
После Северног рата у Шведској, апсолутну монархију је заменио нови облик владавине – парламентарна монархија на челу са Риксдагстагом. Од 1738. године, реваншистичка партија долази на власт у парламенту, тражећи да врати изгубљене земље из земаља антишведске коалиције и врати Шведској статус велике силе. То је на крају довело до руско-шведског рата, а затим и до Померанског рата против Пруске.
Након државног удара Густава III, у Шведској је успостављен нови облик власти. Међутим, жеља да се врати својој некадашњој величини и изгубљеним земљама у Финској само се појачала, што је довело до руско-шведског рата 1788-1790.

### Бугарски реваншизам
Као резултат Букурештанског мира из 1913. године, Бугарска је, као губитничка страна у Првом светком рату, изгубила готово све освојене територије током Првог балканског рата. То је изазвало реваншистичка осећања унутар земље, захтевајући повратак изгубљених земаља и улазак Бугарске у Први светски рат. У спољној политици Бугарска је заузела непријатељски став према земљама победницама (Грчка, Србија, Црна Гора, Румунија) и приближавање Немачком царству кроз економску помоћ ове последње.

### Француски реваншизам
Француски пропагандни постер из 1917. приказује Пруску као хоботницу која пружа своје пипке у борби за контролу. Написано је цитатом из 18. века: „До 1788. Мирабо је већ говорио да је рат национална индустрија Пруске.“
Пример реваншизма који је овим основама мишљења дао њихово модерно име дошао је 1870-их. Француски реваншизам је био дубок осећај горчине, мржње и захтева за осветом Немачкој, посебно због губитка Алзаса и Лорене после пораза у Француско-пруском рату. Слике које су наглашавале понижење пораза биле су веома тражене, попут оних Алфонса-Мари-Адолфа де Невила.
Жорж Клемансо, из радикалних републиканаца, противио се учешћу у борби за Африку и другим авантурама које би одвратиле Републику од циљева везаних за „плаву линију Вогеза“ у Алзас-Лорени. Након што су владе Жила Ферија покренуле низ колонија раних 1880-их, Клемансо је дао подршку Жоржу Ернесту Буланжеу, популарној личности, званој Генерал Реванш, за кога се сматрало да би могао да свргне Републику 1889. Ова ултранационалистичка традиција утицала је на Французе политике до 1921. и био је један од главних разлога зашто је Француска уложила велике напоре да додворити се Руској империји, што је резултирало Француско-руским савезом 1894. и, након више споразума, Тројном Антантом три велике савезничке силе из Првог светског рата: Француске, Велике Британије и Русије.
Француски реваншизам је утицао на Версајски споразум из 1919. након завршетка Првог светског рата, који је вратио Алзас-Лорену Француској и извукао репарације од поражене Немачке. Конференција није отворена само на годишњицу проглашења Немачког царства; уговор је такође морала да потпише нова немачка влада у истој просторији, Дворани огледала.

### Грчки реваншизам
Грчки реваншизам се односи на политичко осећање или покрет који се залаже за рестаурацију или враћање територија које су историјски или културно некада биле повезане са Грчком, али тренутно под контролом других држава. Проистекао из нерешених територијалних спорова, грчки реваншизам се често манифестује у националистичкој реторици, дипломатским тензијама и повременим војним сукобима. Историјске притужбе, као што је размена становништва између Грчке и Турске након Првог светског рата, такође подстичу реваншистичка осећања. Док је грчки реваншизам утицао на спољнополитичке одлуке и јавни дискурс, он остаје спорно и сложено питање у ширем контексту регионалне геополитике и међународних односа.

### Пољски реваншизам
Током 1920-их и 1930-их, Пољска је покушавала да поврати етничке пољске земље које су заузеле Немачко, Руско и Аустро-Угарско царство:
Пољска је себе убрајала у ревизионистичке силе, са сновима о напредовању ка југу, чак и о пољском присуству на Црном мору. Жртва ревизионистичких тврдњи других, ни она није видела версајске границе као фиксне. 1938. године, када је Чешка држава раскомадана на Минхенској конференцији, Пољска је поставила свој ултиматум Прагу, захтевајући уступање регије Тешен; чешка влада је била немоћна да се одупре.

### Шпански реваншизам
Шпанија је уступила Гибралтар Британији према условима Уговора из Утрехта из 1713. Шпанско право на Гибралтар постало је владина политика под режимом диктатора Франциска Франка и остало је на месту под узастопним владама након шпанске транзиције ка демократији.

### Ирачки реваншизам
Кувајт је нападнут и анектиран од стране Ирака (под Садамом Хусеином) у августу 1990. године.
Влада Садама Хусеина настојала је да припоји неколико територија. У иранско-ирачком рату (1980–1988), Садам је тврдио да Ирак има право да држи суверенитет на источној обали реке Шат ал-Араб коју држи Иран.
Ирачка влада, понављајући тврдње ирачких националиста годинама, правдала је ирачку инвазију на Кувајт 1990. тврдњом да је Кувајт одувек био саставни део Ирака и да је постао независна нација тек због мешања британске владе.
Сумња се да је Садам Хусеин намеравао да изврши инвазију и анектира део источне провинције Саудијске Арабије уз оправдање да је саудијска област Ал-Хаса била део османске провинције Басра коју су Британци помогли Саудијској Арабији да освоји 1913. године.

### Турски реваншизам
У 21. веку је забележен домаћи тренд у турској политици, где је оживљавање отоманске традиције и културе праћено успоном Партије правде и развоја (АКП, основана 2001) која је дошла на власт 2002, заједно са тврдњама да територија коју је некада држало Османско царство. Употреба идеологије од стране Партије правде и развоја углавном је подржала већи утицај отоманске културе у домаћој социјалној политици, што је изазвало проблеме са секуларним и републичким акредитивима модерне Турске. АКП је користила слогане као што је Османлı торуну („потомак Османлија“) да се позива на своје присталице, као и на свог бившег лидера Реџепа Тајипа Ердогана (који је изабран за председника 2014. године) током својих предизборних кампања. Ови домаћи идеали су такође видели оживљавање неоосманизма у спољној политици АКП. 
АКП је послужио као основа за њихове напоре да трансформишу постојећи парламентарни систем Турске у председнички систем, фаворизујући снажно централизовано руководство слично оном из отоманске ере. Критичари су тако оптужили Ердогана да се понаша као „османски султан“.
Успон отоманизма је такође праћен претензијама на територије које држи Јерменија, са истакнутим примерима укључујући 2015. гомила турске омладине која се окупљала у областима Истанбула насељеним Јерменима, узвикујући „Морамо ове области претворити у јерменска и курдска гробља“. У септембру 2015. у Игдиру је постављен знак „Добродошли“ и на њему је написано на четири језика, турском, курдском, енглеском и јерменском. Јерменски део знака протестовао је од стране савеза „Борба против јерменских неоснованих оптужби“ (АСИМДЕР) који је захтевао његово уклањање. У октобру 2015. године, јерменско писмо на знаку „Добродошли“ је тешко вандализовано. Јерменски део знака је на крају уклоњен у јуну 2016. Градоначелник Игдира је такође тврдио да постоји јерменска држава је била „историјска грешка“, и да је Јерменија заправо турска територија, илегално окупирана од стране Јермена, која чека да се поново интегрише у Турску.

### Украјински реваншизам
Украјински председник Володимир Зеленски је 24. марта 2021. године потписао указ бр. 117/2021 којим се одобрава „стратегија деокупације и реинтеграције привремено окупиране територије Аутономне Републике Крим и града Севастопоља“, допуњујући активности Кримска платформа. Украјински министар спољних послова Дмитро Кулеба је 10. маја 2022. рекао да је „у првим месецима” руске инвазије на Украјину 2022. „победа за нас изгледала као повлачење руских снага на положаје које су заузеле пре 24. фебруара и плаћање за нанету штету. Сада ако будемо довољно јаки на војном фронту и добијемо битку за Донбас, што ће бити пресудно за следећу динамику рата, наравно да ће победа за нас у овом рату бити ослобођење осталих наших територија“, укључујући Донбас и Крим.

### Кинески реваншизам
Народна Република Кина (НРК) је користила историјске захтеве у Јужном кинеском мору (СЦС) као оправдање за активности изградње острва и ревидиране територијалне захтеве. Мапа са "девет цртица" проширује подручје које НРК идентификује као унутар своје суверене територије занемарујући неколико међународних закона о мору. Поред цивилних и војних сукоба у СХС, други територијални спорови су погодили Јапан, Индију, и Тајван. 